# Hylomyscus arcimontensis
Hylomyscus arcimontensis is een knaagdier uit het geslacht Hylomyscus.

## Beschrijving
H. arcimontensis verschilt van H. denniae in de vorm van de foramina incisiva, het palatum en de fenestra subsquamosa. Ook heeft H. arcimontensis, anders dan H. denniae, geen mammae op de borst. H. arcimontensis is een stuk kleiner dan H. anselli. Ook heeft hij relatief langere foramina incisiva, bredere zygomatische platen en minder grote bullae.

## Verspreiding
Deze soort komt voor in de bergen van Midden- en Oost-Tanzania (de Eastern Arc Mountains, EAM) en waarschijnlijk Noord-Malawi, op 900 tot 2410 m hoogte. De soort komt alleen voor in natte bergregenwouden. Een aantal andere gewervelden (de kikker Arthroleptis reichei, de slang Crotaphopeltis tornieri en de vogel Sheppardia sharpie) is ook endemisch in de EAM. H. arcimontensis is het enige zoogdier dat in de hele keten endemisch is, hoewel een aantal spitsmuizen (Congosorex phillipsorum, Crocidura tansaniana, Crocidura telfordi, Myosorex geata, Myosorex kihaulei en Sylvisorex howelli), de springspitsmuis Rhynchocyon udzungwensis en de primaat Rungwecebus kipunji alleen voorkomen op één bepaalde berg in de regio. H. arcimontensis vormt samen met H. anselli uit Noord-Zambia en Zuidwest-Tanzania de H. anselli-groep. Net als H. anselli zelf werden de populaties van H. arcimontensis vroeger tot H. denniae gerekend.